# Titanic (colonna sonora)
Titanic è la colonna sonora dell'omonimo pluripremiato film del 1997 diretto da James Cameron.
Cameron all'inizio voleva Enya come compositrice delle musiche, ma in seguito ad alcuni gravi lutti scrisse solo alcuni sottofondi musicali. Allora la scelta per completare il soundtrack cadde su James Horner, con il quale Cameron aveva avuto una collaborazione con Aliens - Scontro finale che si adattò sulle basi composte da Enya.
Per i titoli di coda, Cameron non voleva un sottofondo musicale cantato, ma Horner, contrario all'idea, senza dir nulla al regista compose la famosissima traccia My Heart Will Go On sulle note di Hymn to the sea, e Will Jennings scrisse il testo. Venne effettuata una registrazione con la cantante Céline Dion, Cameron cambiò idea all'istante, e alla fine la composizione vinse il Premio Oscar per la migliore canzone, andando in testa alle classifiche di tutto il mondo. L'album ha venduto 27 milioni di copie in tutto il mondo.
Il successo fu tale che venne realizzato un secondo album intitolato Back to Titanic con delle ulteriori musiche contenute nel film, ma non nell'album precedente.

## Tracce
1. Never an Absolution – 3:03
2. Distant Memories – 2:24
3. Southampton – 4:02
4. Rose – 2:52
5. Leaving Port – 3:26
6. Take Her to Sea, Mr. Murdoch – 4:31
7. Hard to Starboard – 6:52
8. Unable to Stay, Unwilling to Leave – 3:57
9. The Sinking – 5:05
10. Death of Titanic – 8:26
11. A Promise Kept – 6:03
12. A Life So Changed – 2:13
13. An Ocean of Memories – 7:58
14. My Heart Will Go On (Love Theme from "Titanic") – 5:11
15. Hymn to the Sea – 6:26

## Premi
L'album ha vinto praticamente tutti i premi a cui era stato nominato:
- 2 Premi Oscar (migliore colonna sonora, Miglior canzone (My heart will go on);
- 1 BAFTA alla migliore colonna sonora;
- 1 BMI Film & TV Awards per la canzone più eseguita di un film (a Will Jennings);
- 2 Golden Globe per migliore colonna sonora originale e miglior canzone originale;
- 1 Grammy Award per la miglior canzone;
- 1 MTV Movie Awards per la miglior canzone.

Poi ancora due ASCAP Awards, un Blockbuster Entertainment Award, un Chicago Film Critics Association Award e due Satellite Award.